# Czaple (Basse-Silésie)
Pour les articles homonymes, voir Czaple.
Czaple est une localité polonaise de la gmina de Pielgrzymka, située dans le powiat de Złotoryja en voïvodie de Basse-Silésie.